# Virtuelle Forschungsumgebung
Eine virtuelle oder digitale Forschungsumgebung ist eine Arbeitsplattform zur kooperativen, gleichzeitigen Forschungstätigkeit an unterschiedlichen Orten. Inhaltlich unterstützt sie den gesamten Forschungsprozess, während sie technologisch vor allem auf Softwarediensten und Kommunikationsnetzwerken basiert. In virtuellen Forschungsumgebungen werden Ressourcen internationaler, nationaler und lokaler Forschungsinfrastruktur sowie personelle Ressourcen integriert. Prinzipiell sollen Virtuelle Forschungsumgebungen in allen Disziplinen genutzt werden können. Die derzeitige Entwicklung steht dennoch am Anfang und ist geprägt durch Entwicklungen auf Basis projektspezifischer Anforderungen.

## Ziele virtueller Forschungsumgebungen
Virtuelle Forschungsumgebungen dienen dazu, Forschungsziele effizienter und/oder auf neuen Wegen zu erreichen. Möglich sind qualitative Verbesserungen durch das Erschließen neuer Kollaborationen oder die Nachnutzung von Methoden, Daten und Diensten durch andere Forschergruppen und Fachdisziplinen. Ziele können außerdem Effizienzsteigerungen durch das Arbeiten in Netzwerken oder durch die gemeinsame Produktion und Nutzung von Forschungsdaten sein.

## Elemente virtueller Forschungsumgebungen
Der Einsatz von virtuellen Forschungsumgebungen hängt stark von den jeweiligen disziplinspezifischen Anforderungen ab. Generell stehen Werkzeuge zur Unterstützung des kollaborativen Arbeitens im Mittelpunkt. Hierzu können beispielsweise gehören:
- Wikis und Foren
- Datenbanken und elektronische Publikationsplattformen
- Möglichkeiten zum Verteilten Schreiben in einer Gruppe
- Möglichkeiten zur gemeinsamen Durchführung von  Experimenten
- Zugriff auf weit entfernte Geräte und Sonden

## Förderung virtueller Forschungsumgebungen
Der Aufbau von virtuellen Forschungsumgebungen wird in Großbritannien maßgeblich durch das Joint Information Systems Committee (JISC) gefördert. In Deutschland bietet die DFG im Bereich „Wissenschaftliche Literaturversorgungs- und Informationssysteme (LIS)“ das Förderprogramm „Virtuelle Forschungsumgebungen“.